# Powiat de Świdnica
Le powiat świdnicki (que l'on peut traduire par powiat de Świdnica) est une unité territoriale polonaise de la Voïvodie de Basse-Silésie créée le 1er janvier 1999 selon l’acte de réorganisation du gouvernement local de 1998.
- Centre du powiat : Świdnica
- Superficie : 742.9 km²
- Population : 169 100

## Subdivisions administratives
8 gminy :
- Dobromierz commune rurale
- Jaworzyna Śląska commune rurbaine
- Marcinowice commune urbaine
- Strzegom commune rurbaine
- Świdnica commune urbaine
- Świdnica commune rurale
- Świebodzice commune urbaine
- Żarów commune rurbaine